# Porrhomma cavernicola
Porrhomma cavernicola är en spindelart som först beskrevs av Eugen von Keyserling 1886.  Porrhomma cavernicola ingår i släktet Porrhomma och familjen täckvävarspindlar. Inga underarter finns listade i Catalogue of Life.